# Petek Dinçöz
Petek Dinçöz (* 29. Mai 1980 in İzmir) ist eine türkische Pop-Sängerin, Model, Moderatorin und TV-Schauspielerin.

## Leben und Karriere
Petek Dinçöz stammt aus einer aserbaidschanischen Familie. Ihr Vater, Müjdat Fahri Ezgü, starb, als sie noch sehr jung war, daher lebte sie mit ihrem Bruder, Necdet Ezgü, und ihrer Mutter, Esra Süay Toğuş, bei ihren Großeltern in İzmir. Sie besuchte dort die Grundschule und die Gazi-Mittelschule. Mit 14 Jahren begann sie eine Karriere als Model. Mit Mutter und Bruder zog sie nach Istanbul um, als sie 17 war. Ihre Karriere begann 1997 bei einer Misswahl in Nordzypern, wo sie den 2. Platz erreichte. 1998 hatte sie ihren ersten Auftritt im türkischen Fernsehen mit einer Hauptrolle bei der Serie Sırılsıklam, weitere Rollen folgten.
Im Jahr 2002 gewann sie einen Altın Kelebek Award in der Kategorie Bester Newcomer. In ihrer bisherigen Musiklaufbahn machte sie mit Hits wie Bende Kaldı, Foolish Casanova, Çalkala oder Hasta Ettin auf sich aufmerksam.
Petek Dinçöz war dreimal verheiratet. Ihre erste Ehe schloss sie mit dem Inhaber von Uçankuş, Can Tanrıyar, mit dem sie seit 1999 liiert war. Er machte ihr am 12. Januar 2008 in der Beyaz-Show einen Heiratsantrag. Die Hochzeit fand im Çırağan-Palast statt. Die Ehe wurde jedoch 2010 geschieden. Ihre zweite Ehe ging sie mit Serkan Kodaloğlu am  8. Juli 2014 ein, aus der 2015 ein Sohn hervorging. Das Paar ließ sich 15. März 2022 scheiden. Zum dritten Mal verheiratete sie sich am 16. August 2022 mit ihrer Jugendliebe Nida Büyükbayraktar. Petek hat sich öffentlich zu verschiedenen kleineren Schönheitsoperationen bekannt. Sie hat auf Instagram 1,2 Millionen Follower (Stand 2025).

## Diskografie

### Alben
- 2007: Yolun Açık Olsun
- 2008: Frekans
- 2009: Ne Yapayım Şimdi Ben
- 2011: Yalanı Boşver
- 2013: Milat

### Kollaborationen
- 2006: Kördüğüm (mit Kutsi)

### Remix-Alben
- 2006: Remixlerle Nonstop / İstanbul Geceleri

### Singles
| - 2001: Bende Kaldı - 2002: Foolish Casanova - 2002: Okşa - 2002: Kısmetsizim - 2002: Allah'ın Belası - 2003: Yaz Deftere - 2003: Sen Değmezsin - 2003: Sen Dön Dünya - 2003: Çalkala - 2003: Beyaz Cam (mit Özcan Deniz) - 2003: Arkadaşımın Aşkısın - 2004: Şaka Gibi - 2004: Aşk Yazı - 2004: Haykırmak İstiyorum (Original: Angela Dimitriou – 100%) - 2004: Alışkanlık Yaparım - 2005: Hasta Ettin - 2005: Sandım Ki - 2005: Cızz - 2005: Ben Bir Şarkıyım Söz Müzik Sensin - 2005: Doğum Günü (mit Kutsi) - 2006: Kördüğüm (mit Kutsi) - 2006: Git İşine - 2006: İstanbul Geceleri - 2007: Yolun Açık Olsun - 2007: Sen Kralsan Ben Neyim? - 2007: Yaralıyım Yaralı - 2008: Kolay Değil - 2008: Frekans - 2009: Ne Yapayım Şimdi Ben? - 2009: Doktora Git - 2009: Solan Çiçekler - 2010: Tırlattım | - 2010: Morarırsın - 2010: Kibarca - 2010: Seni Sensiz Seveceğim (mit Ferhat Göçer) - 2011: Yalanı Boşver - 2011: Sihirbaz - 2011: Yasak Bahçe - 2012: In The Eyes - 2012: Vibe & Rate - 2012: Çekil - 2013: Heves - 2013: Aşk (Hintergrundstimme: Gülşen) - 2013: Artık Üzülmek İstemiyorum (Hintergrundstimme: Deniz Seki) - 2014: Tadilat - 2015: Eşi Benzeri Yok - 2016: Gel O Zaman - 2016: Teşekkürler (mit Resul Dindar) - 2016: Haydi Şimdi Gel (mit Cihat Uğurel) - 2018: Kabusun Olurum - 2022: Çılgınlar Gibi - 2022: Sevgi Arsızı - 2022: Sensiz Bu Yaz - 2022: Büyük Ustam - 2023: Tanımam - 2023: Gel Benim Ol (feat. Ümit Yaşar) - 2023: Gül Belalıdır (Hintergrundstimme: Hakan Altun) - 2023: Yandırdın Kalbimi - 2024: Seni Kalbimden Kovdum - 2024: Serserim Benim - 2024: Ahımı Ala Ala - 2024: Unut (Kolay Olmayacak) - 2025: Bam Bam |

Quelle:

## Filmografie

### Shows
- 2007/2008: Arım Balım Peteğim
- 2008: Arım Balım Peteğim
- 2009: Petek´le On Numara
- 2009/2010: Arım Balım Peteğim
- 2010/2011: Arım Balım Peteğim
- 2012: Çarkıfelek

### Serien
- 1998: Sırılsıklam
- 2000: Zehirli Çiçek
- 2003: Bir Yıldız Tutuldu
- 2006: Nehir
- 2014: Roman Havası

### Filme
- 2006: Keloglan gegen den schwarzen Prinzen (Keloğlan Karaprens’e Karşı)

## Auszeichnungen
- 2002: Altın Kelebek Award in der Kategorie Bester Newcomer
- 2002: Kral Türkiye Müzik Award in der Kategorie Bester Newcomer
- 2003: Kral Türkiye Müzik Award in der Kategorie Beste Fantezi-Musikerin
- 2004: Kral Türkiye Müzik Award in der Kategorie Beste Fantezi-Musikerin
- 2006: Kral Türkiye Müzik Award in der Kategorie Bestes Duett (für Doğum Günü)